# Craspedosoma furculigerum
Craspedosoma furculigerum är en mångfotingart som beskrevs av Karl Wilhelm Verhoeff 1936. Craspedosoma furculigerum ingår i släktet Craspedosoma och familjen knöldubbelfotingar. Inga underarter finns listade i Catalogue of Life.